# Sümegi Tóth Tivadar
Sümegi Tóth Tivadar (Sümeg, 1910. november 19. – Sümeg, 1942. augusztus 15.) magyar költő.

## Élete
Sümegen született 1910. november 19-én a szülők hatodik gyermekeként. Édesapja a plébániatemplom harangozójaként, „egyházfiként” dolgozott. Szülőháza az említett plébániatemplom előtt áll, ahol egy kis tábla ma is őrzi emlékét. 
A negyedik elemi elvégzése után a sokat betegeskedő kisfiút szülei a helyi Állami Reáliskolába íratták be, ahol hatodik osztályosan nézeteltérése támadt egy tanárával és szülei biztatása, kérlelése ellenére befejezte tanulmányait.  
Az írás már diákként is foglalkoztatta, versei és prózai írásai eleinte helyi lapokban jelentek meg.  
21 évesen útnak indult és Budapesten kötött ki. Testvérénél lakott, egyelőre állástalanul, így jutott ideje az írásra. Verseinek hangulata tükrözi a szegénység, nélkülözés, olykor a lázadás érzését is. Közben egy-egy művét sikeresen megjelentette, így a folyamatos tiszteletdíjak reményében saját albérletbe költözött. Folytatva az írói tevékenységet verset írt, másolt és ezeket kis füzetecskék formájában árusította.  
Az 1930-as évek közepére útja már a reménytelenség felé közelített. Szülei hazavárták, de ő nem akart terhükre lenni. Maradásában fontos szerepet játszott még, hogy ebben az időben ismerkedett meg Fabo Annamáriával, akivel 1938-ban össze is házasodott. A másik reménysugár maga Móricz Zsigmond és az általa szerkesztett Kelet népe c. folyóirat volt, ahol már az első megjelent verse felkeltette néhányak figyelmét. (Németh László egy Móricz Zsigmondnak írt levelében így fogalmaz: „Ki ez a költő? Nagyon figyelni kell rá” )  
Mindez már későn történt. 1940-ben idáig lappangó betegsége eluralkodott rajta, a budapesti tüdőszanatóriumba került. Itt írt verseit a halálsejtelem érzése hatja át. A következő év tavaszán mentőkocsi vitte haza Sümegre a szülői házba, ahol felesége és családja még öt hónapig ápolták. 1942. augusztus 15-én, 32 évesen hunyt el.

## Művei[1]
- Magyar siratás (1934.)
- S. O. S. (1934.)
- Hinta-palinta (1935.)
- Erató (1936.)
- Csizma az asztalon (1937.)
- Az én karácsonyom (1937.)
- Ajándék. Tavasz a télben (1938.)